# Jackfruchtbaum
Der Jackfruchtbaum (Artocarpus heterophyllus) ist eine Pflanzenart in der Familie der Maulbeergewächse (Moraceae). Die Frucht wird Jackfrucht, auch Jackbaumfrucht, Jakobsfrucht, im brasilianischen Portugiesisch Jaca und auf Malaiisch Nangka genannt.
Ähnliche Früchte stammen vom Cempedakbaum (Artocarpus integer), Arthocarpus rigidus und Artocarpus odoratissimus, aber auch von vielen wilden Arthocarpus-Arten können die Früchte genutzt werden; Artocarpus lakoocha wird gelegentlich kultiviert.

## Bezeichnung

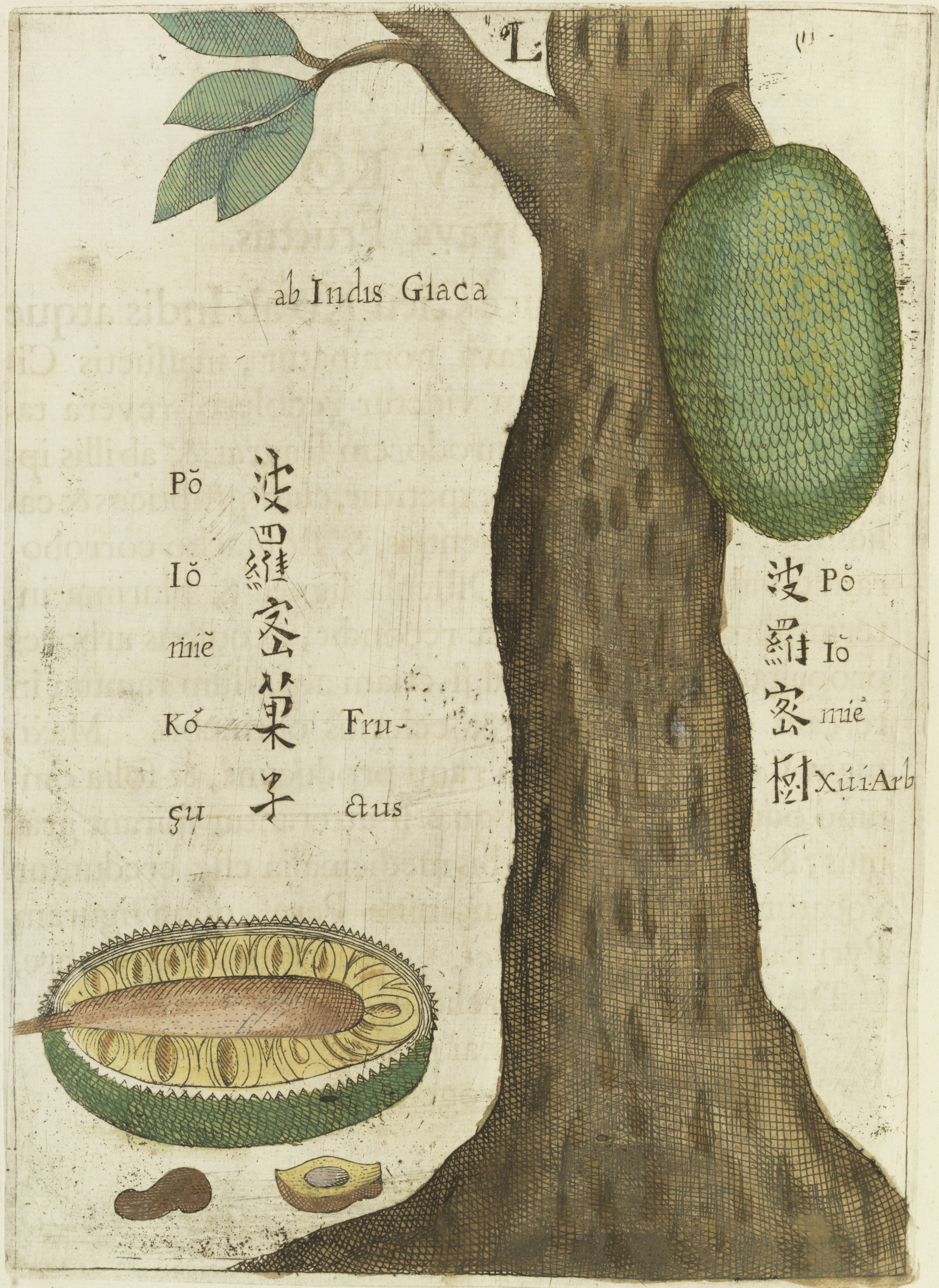
Abbildung eines Jackfruchtbaums aus Michael Boyms Flora sinensis (1656)

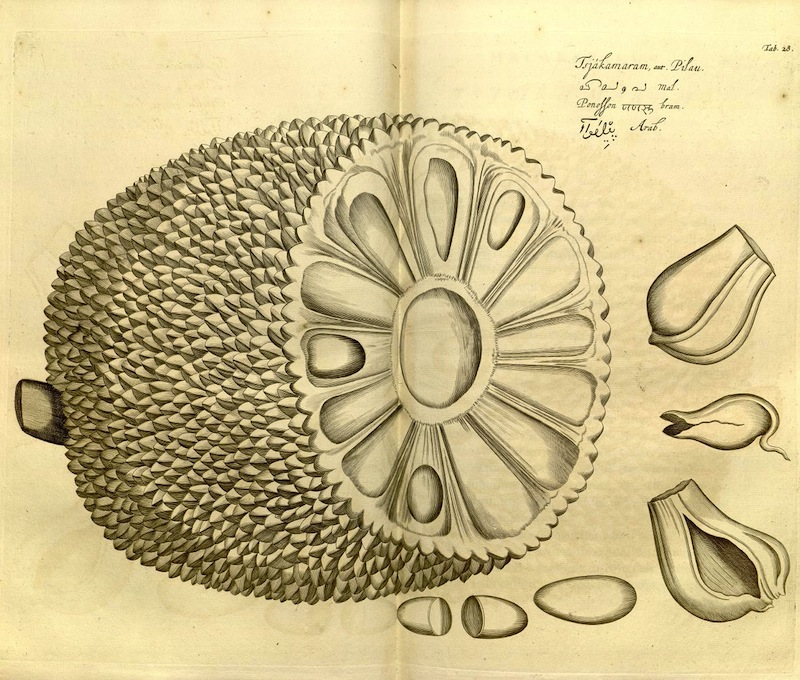
Tsjakamaram aut. Pilau aus Hendrik van Rheedes Hortus Malabaricus (1682)

Der Name „Jackfrucht“ soll vom Malayalam-Wort ചക്ക (Chakka) herrühren. Hendrik van Rheede (1636–1691) erwähnte den Baum in seinem 1678–1693 in Amsterdam herausgegebenen Werk Hortus Malabaricus in niederländischer Umschrift (Tsjaka-Maram). Über das 1563 in Goa erschienene Werk Colóquios dos simples e drogas da India des Portugiesen Garcia da Orta gelangte der Name ins Englische.

## Beschreibung

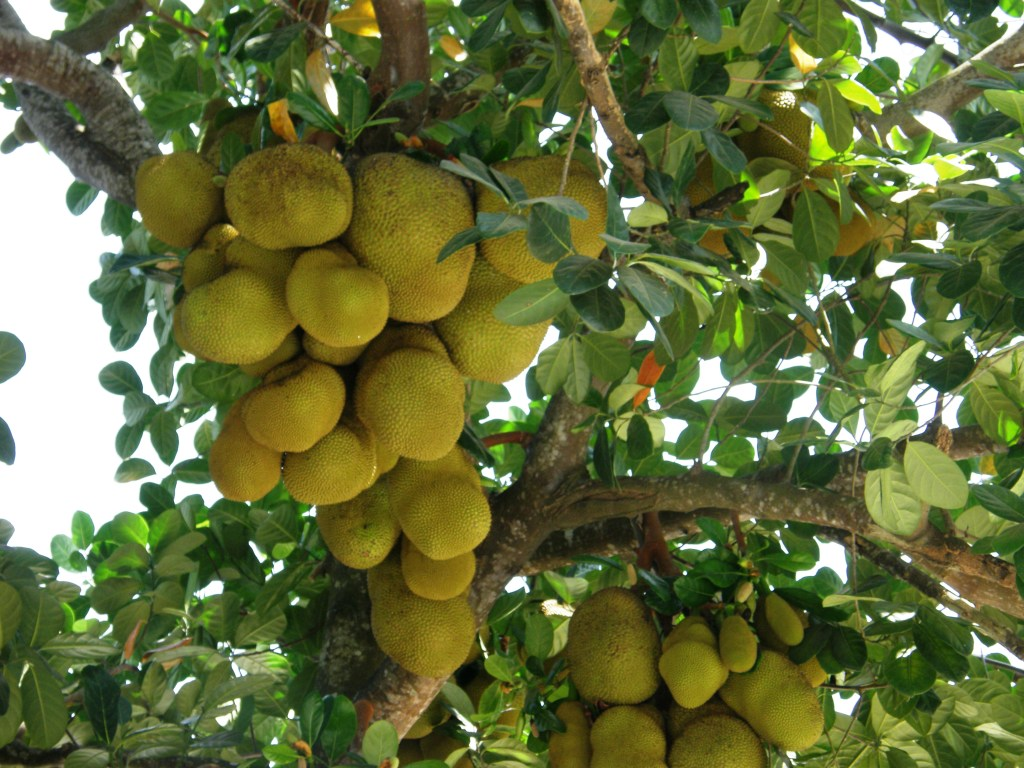
Baum mit vielen Sammelfrüchten

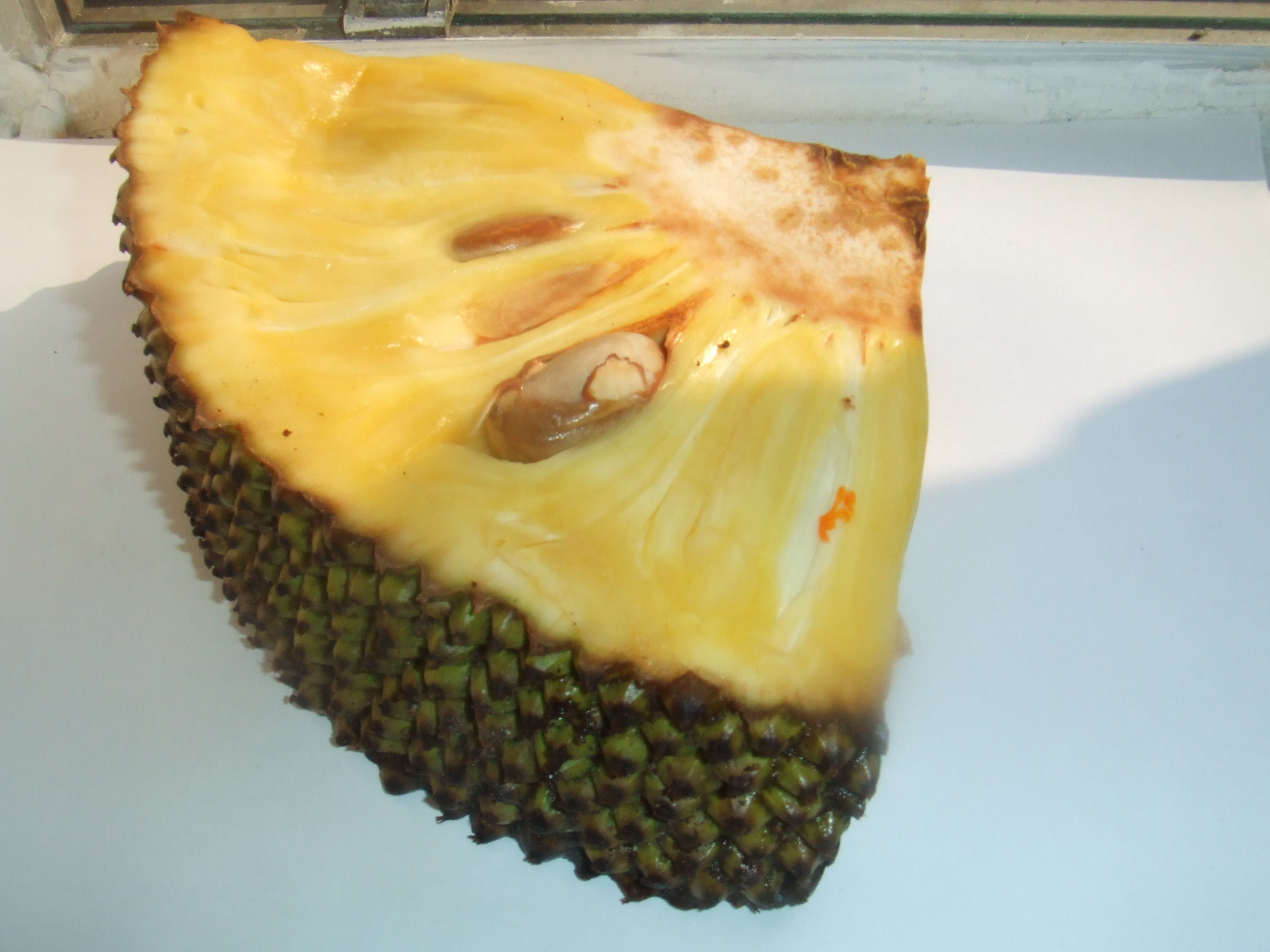
Querschnitt einer Jackfrucht

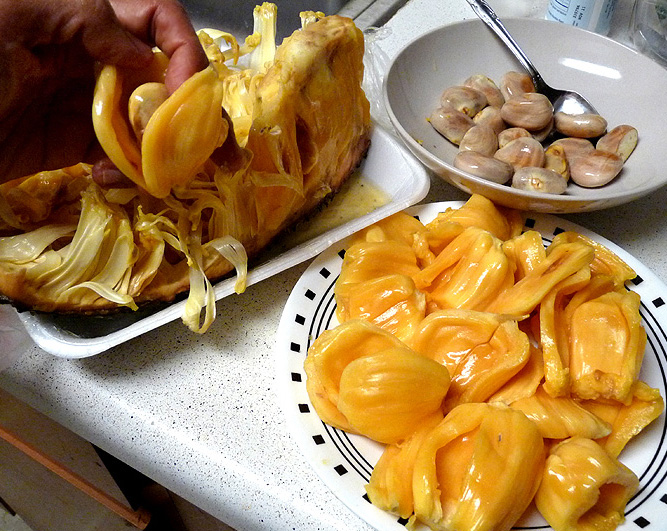
Gelbe Samenmäntel, Samen (Achänen) und Faserstränge (Rags)

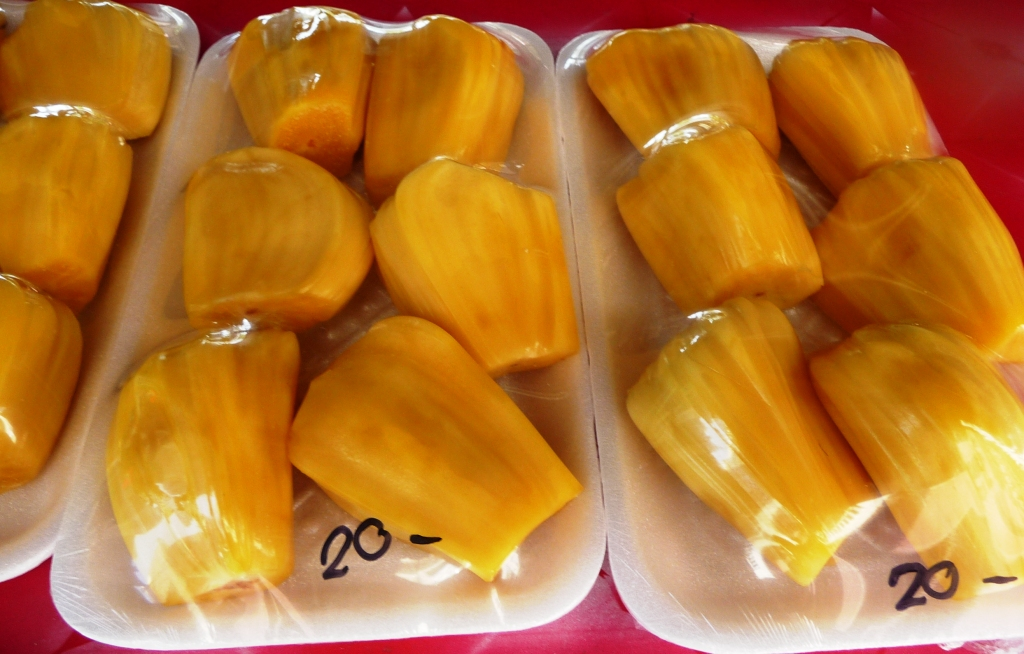
Fruchtfleisch im Supermarkt

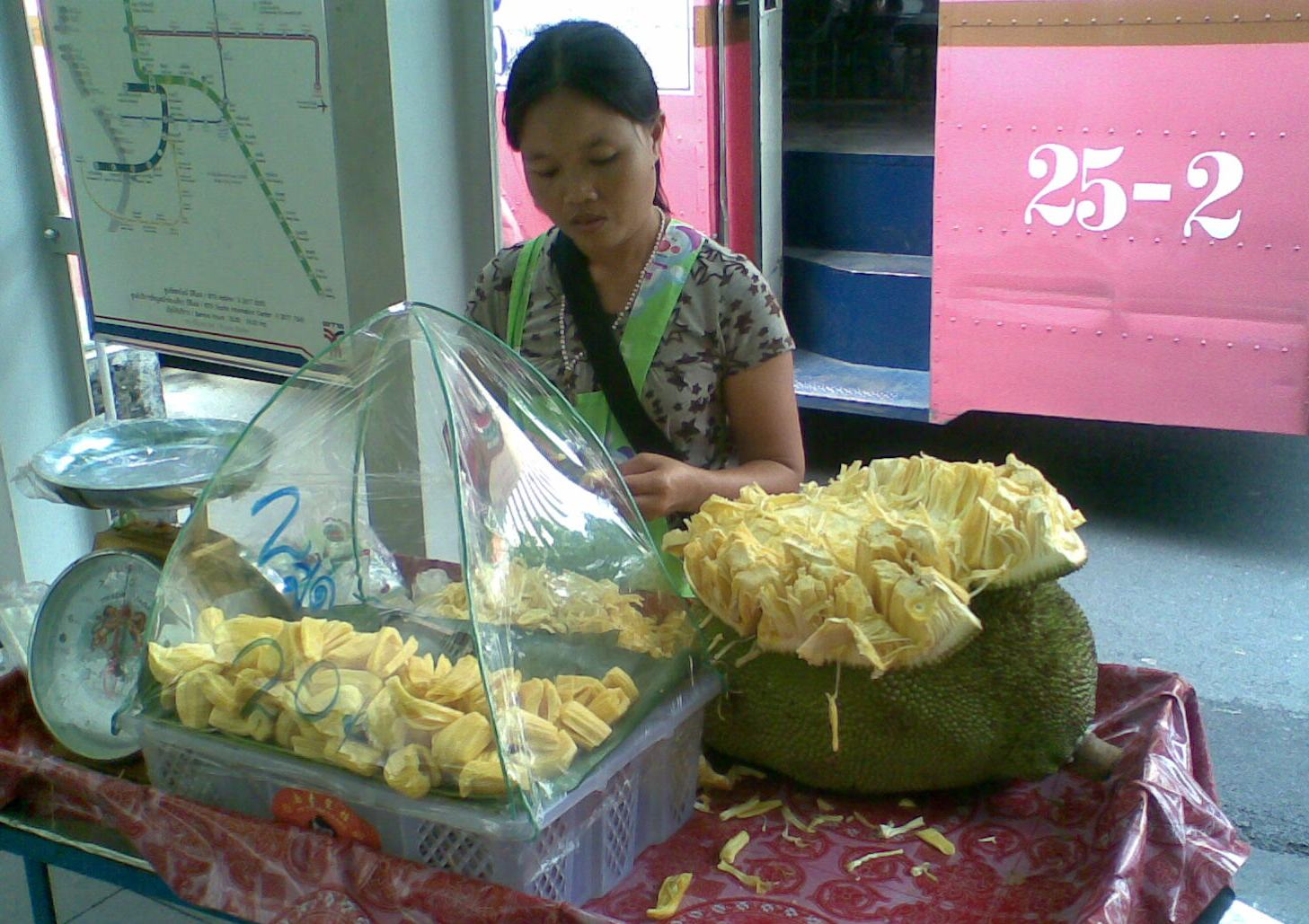
Jackfrucht-Verkäuferin in Bangkok

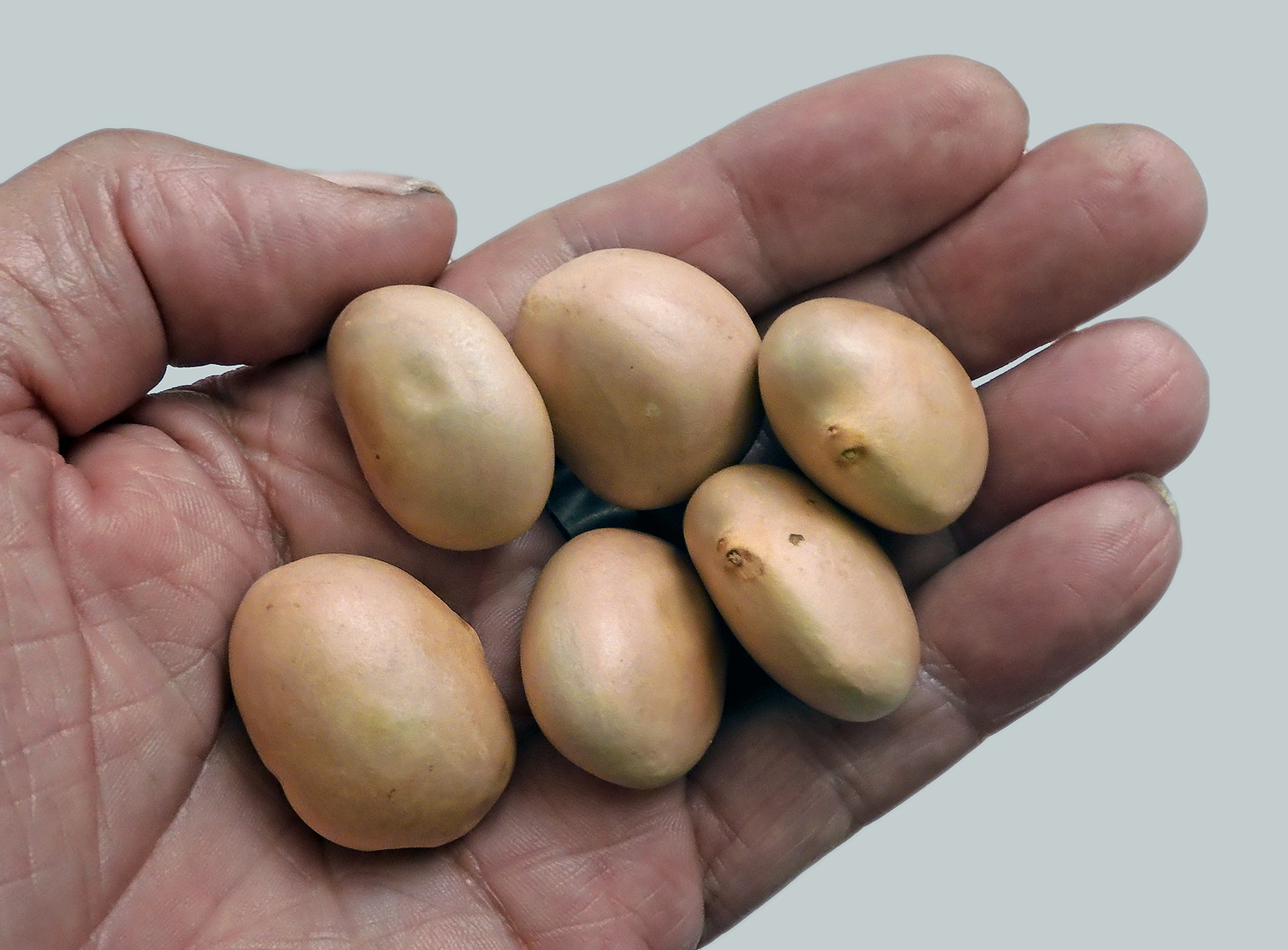
Die Samen der Jackfrucht sind nach dem Schälen essbar und erinnern geschmacklich an Kartoffeln.

### Vegetative Merkmale
Artocarpus heterophyllus wächst als immergrüner Baum, der einen relativ kurzen Stamm mit einer dichten Baumkrone besitzt, aber leicht Wuchshöhen von 10 bis 20 Metern und Stammdurchmesser von 30 bis 80 oder mehr (200–300) Zentimetern erreicht. Es können manchmal Brettwurzeln gebildet werden. Die Rinde des Jackfruchtbaumes ist rötlich-braun und glatt, bei Verletzung der Rinde tritt Milchsaft aus.
Die wechselständig, schraubig angeordneten, etwas gummiartigen und dicken Laubblätter sind in Blattstiel und Blattspreite gegliedert. Der Blattstiel ist 1 bis 3 Zentimeter lang. Die ledrige Blattspreite ist 7 bis 15 (bis 20 Zentimeter) lang, 3 bis 7 Zentimeter breit und elliptisch bis verkehrt-eiförmig. An jungen Bäumen sind die Laubblätter unregelmäßig gelappt bis gespalten. An älteren Bäumen sind die Laubblätter ganz, dunkelgrün mit glattem Blattrand und abgerundet bis bespitzt. Die Blattspreite besitzt einen prominenten Hauptnerv und davon ausgehend auf jeder Seite sechs bis acht Seitennerven. Die Nebenblätter sind bei einer Länge von 1,5 bis 8 Zentimetern eiförmig.

### Generative Merkmale
Die ährigen Blütenstände werden an Stamm, Ästen oder Zweigen gebildet (Kauliflorie). Jackfruchtbäume sind einhäusig getrenntgeschlechtig (monözisch): Ein Baum trägt also sowohl weibliche als auch männliche Blüten. Die gestielten, zylindrischen bis ellipsoiden oder birnenförmigen, bis etwa 10–12 Zentimeter langen und 5–7 Zentimeter breiten Blütenstände sind anfangs komplett in die schnell abfallenden, eiförmigen Deckblätter eingehüllt. Die Blüten sind sehr klein, es sind in einem Blütenstand mehrere tausend Blüten vorhanden, die an einer keuligen, fleischigen Rachis sitzen. Die männlichen Blüten sind grünlich, einige Blüten sind steril. Die männlichen Blüten sind behaart und die Perianthröhre endet mit zwei 1 bis 1,5 Millimeter großen Lappen. Die jeweils einzelnen und vorstehenden Staubfäden, mit gelben, rundlichen und zweithekigen Staubbeuteln, sind in der Knospe gerade. Nach der Pollenausschüttung fallen die Staubblätter, die dann aschgrau werden, nach wenigen Tagen ab, später auch fallen die ganzen männlichen Blütenstände. Die grünlichen weiblichen Blüten, mit behaartem und röhrigem Perianth, besitzen einen fleischigen Blütenboden. Die weiblichen Blüten enthalten einen einfächerigen Fruchtknoten mit einem vorstehenden Griffel mit breiter, kopfiger oder selten zweilappiger Narbe. Die Blütezeit reicht von Dezember meist Februar bis März.

### Früchte
Die ellipsoiden bis rundlichen Fruchtverbände aus dem fleischigen Perianth, die eigentlichen Jackfrüchte, wachsen an einem langen und dicken Stiel am Stamm, sind unterschiedlich groß und von einer anfangs gelblich-grünlichen bis gelben, bei Reife gelblich-braunen, harten, gummiartigen Schale mit kleinen Noppen umgeben, mit harten, konischen, hexagonalen, mehr oder weniger spitzen Tuberkeln. Die sehr groß werdenden und unterschiedlich geformten Fruchtverbände weisen eine Länge von 30 bis 100 Zentimetern und einen Durchmesser von 15 bis 50 Zentimetern auf. Ein ausgewachsener Baum produziert bis zu 700 Früchte pro Jahr, die zwischen 0,5 und 50 kg wiegen. Im Durchschnitt werden auf Jackfruchtbaum-Plantagen etwa 50 bis 80 t Früchte pro Hektar jährlich geerntet.
Sie bestehen aus einem festen, fibrösen, weißlichen, etwa 5–10 Zentimeter dicken Kern (Rachis) und vielen, bis zu 10 Zentimeter langen Einzelfrüchten (Fruitlets, Bulbs, Pips) mit schmal-elliptischen bis eiförmigen, hellbräunlichen Achänen, die eine Länge von etwa 3 Zentimetern und einen Durchmesser von 1,5 bis 2 Zentimetern aufweisen. Es können etwa 100–500 Samen pro Frucht vorhanden sein. Die Samenschale besteht aus einer dünnen, ledrig-wachsigen, später dickeren, pergamentartigen und leicht ablösbaren Testa (Husk) und einem bräunlichen, häutigen Tegmen, die Kotyledonen sind meist ungleich groß, das Endosperm ist minimal vorhanden. Der Fruchtverband reift während der Regenzeit von Juli bis August. Die bohnenförmigen Achänen der Jackfrucht sind mit einem festen gelblichen Arillus (Samenmantel, Fruchtfleisch) umhüllt, welcher bei Reife der Frucht einen intensiv süßlichen Geschmack besitzt. Das Fruchtfleisch wird von vielen schmalen Fasersträngen (Rags, Perigones; unentwickeltes Perianth) eingehüllt, welche zwischen der harten Schale zum Kern der Frucht verlaufen und fest mit ihm verbunden sind. Bei Anschnitt sondert der innere Teil (Kern) ein sehr klebriges milchiges Sekret ab, das sich kaum mit Wasser und Seife, jedoch mit Öl oder anderen Lösungsmitteln von der Haut lösen lässt. Zur Reinigung der Hände nach dem „Auspulen“ des Fruchtfleisches halten z. B. Straßenhändler in Tansania, welche die Frucht in kleinen Segmenten verkaufen, für ihre Kunden Schälchen mit Petroleum vor, damit sie sich die klebrigen Finger reinigen können.
Eine durchschnittliche Frucht besteht aus 27 % essbarem Samenmantel, 15 % essbaren Samen, 20 % weißer Pulpe (unentwickeltem Perianth, Rags) und Rinde und 10 % Kernen.
Wenn Bäume zu viele mittelmäßig große Früchte tragen, wird gewöhnlich ein guter Teil davon entfernt; dadurch können die übrigen Früchte größer werden und sich besser zur Reife entwickeln.

### Chromosomenzahl
Die Chromosomenzahl beträgt 2n = 56.

## Verbreitung
Kultiviert wird der Jackfruchtbaum in allen tropischen Gebieten der Welt. Beheimatet ist Artocarpus heterophyllus in Indien, wo er in den Ost- und Westghats bis in Höhenlagen von 1100 Metern vorkommt. Hauptanbauländer sind Indien, Bangladesch, Thailand, Indonesien, Sri Lanka und Nepal. In Indien liegen die Hauptanbaugebiete in Kerala, Karnataka, Assam und Westbengalen.

## Taxonomie
Die Erstveröffentlichung von Artocarpus heterophyllus erfolgte 1789 durch Jean Baptiste de Monnet de Lamarck in Encyclopédie Méthodique, Botanique, 3, S. 209. Synonyme für Artocarpus heterophyllus Lam. sind: Artocarpus integrifolia L. f., Artocarpus jaca Lam., Artocarpus integrifolius auct. non L. f.

## Anbau und Ernte
Der Baum gedeiht auf tiefgründigen, nährstoffreichen Böden in feuchtem Tropenklima. Er wird meist als Einzelbaum in Obstgärten angepflanzt, oft in Mischkultur mit anderen Obstbäumen. Größere Reinbestände sind die Ausnahme. Etablierte Sorten sind bisher nicht beschrieben. 95 % der Jackfrüchte werden auf Feldrändern, in Hinterhöfen und Wäldern in der Nähe von Dörfern angebaut.  Die Hauptanbaugebiete liegen in Indien, Bangladesch, Thailand, Indonesien, Sri Lanka und Nepal.
Der Jackfruit-Baum gehört zur Familie der Maulbeergewächse. Die heranreifenden Früchte werden oft mit Tüten oder Flechtwerk umwickelt, um sie vor Tierfraß zu schützen. Die Anzucht erfolgt meist direkt aus den Samen. Unreif geerntete Früchte sind bis zu sechs Wochen haltbar, während reife Früchte umgehend verzehrt werden müssen. Wegen der enormen Größe werden die Früchte auf den Märkten vor Ort meist stückweise verkauft. Eine einzige Frucht kann bis zu 35 Kilo schwer werden. Ein ausgewachsener Baum produziert bis zu drei Tonnen Früchte pro Jahr.

## Nutzung
| Land | Produktion* (1000 Tonnen, mit Jahr) |
| --- | ----------------------------------- |
| Indien | 1436 (1992)                         |
| Bangladesch | 1005 (2010)                         |
| Thailand | 0392 (1987)                         |
| Indonesien | 0340 (1987)                         |
| Sri Lanka | k. A.*                              |
| Nepal | 019 (2010)                          |
| Malaysia | 013 (1987)                          |
| *) Die Zahlenangaben stammen aus ganz unterschiedlichen Jahren und geben daher nur eine ungefähre Vorstellung. Für Sri Lanka, wo wahrscheinlich mehr Jackfrucht als in Nepal geerntet wird, sind nach dieser Quelle keine Zahlen verfügbar. |                                     |

Die Früchte werden in der süd- und südostasiatischen Küche verwendet. Die unreifen Früchte werden geschält und wie Gemüse in diversen gekochten Gerichten zubereitet oder als indisches Pickle eingelegt. Eine bekannte javanische Spezialität ist Gudeg, ein mild schmeckendes Gericht mit Kokosmilch, Hühnerfleisch und Gewürzen. Ebenfalls werden die unreifen Früchte seit 2016 vermehrt als veganer Fleischersatz exportiert, da die Konsistenz durch die Fasern in der Frucht nach dem Kochen Ähnlichkeit mit niedrigtemperaturgegartem Braten besitzt.
Die in der Sonne getrockneten Früchte kommen auch als Jackfruit-Chips in den Handel. In vielen Provinzen Thailands werden prämierte Produkte im Rahmen des Programms One Tambon One Product für den Export hergestellt. Die Jackfrucht wird auch reif gepflückt und dann als Süßspeise verzehrt. Das innere gelbliche Fleisch wird herausgenommen und entkernt.
Die Samen der Jackfrucht (Jacknüsse) sind gekocht oder geröstet genießbar und finden beispielsweise als Einlage in Currys Verwendung. Geröstete und getrocknete Samen werden unter anderem auch zu Mehl verarbeitet und zum Backen verwendet; sie schmecken ähnlich wie Esskastanien.
Das Holz des Jackfruchtbaumes ist mittelhart, witterungsbeständig, termitenresistent und lässt sich gut polieren. Es wird als Möbelholz sehr geschätzt und auch zu Musikinstrumenten verarbeitet. In Indonesien (indonesisch pohon nangka) baut man daraus Gestelle einiger Gongspiele oder der Fasstrommel Kendang im Gamelan, die Zupflaute Gambus, in Indien unter anderem die Fasstrommel Maddale.
Im südindischen Bundesstaat Kerala baut man aus diesem Holz die dort beheimatete Zylindertrommel Chenda oder teilweise auch die Sanduhrtrommel Idakka. In dieser Gegend gilt der Baum (malayalam varikka plavu) als heilig und als Wohnort der hinduistischen Göttin Kali. Daher werden Altarbildnisse der Göttin und die Krone für den Hauptdarsteller im religiösen Tanzdrama Mutiyettu auf rituelle Weise aus Jackfruchtholz gefertigt.
Durch Kochen des Holzes lässt sich ein gelber Farbstoff gewinnen, mit dem traditionell die Roben buddhistischer Mönche gefärbt werden. Alle Teile des Baumes (Fruchtfleisch, Samen, Milchsaft, Wurzelsud, …) finden Verwendung in der traditionellen Medizin.